# Hermann Fenner-Behmer

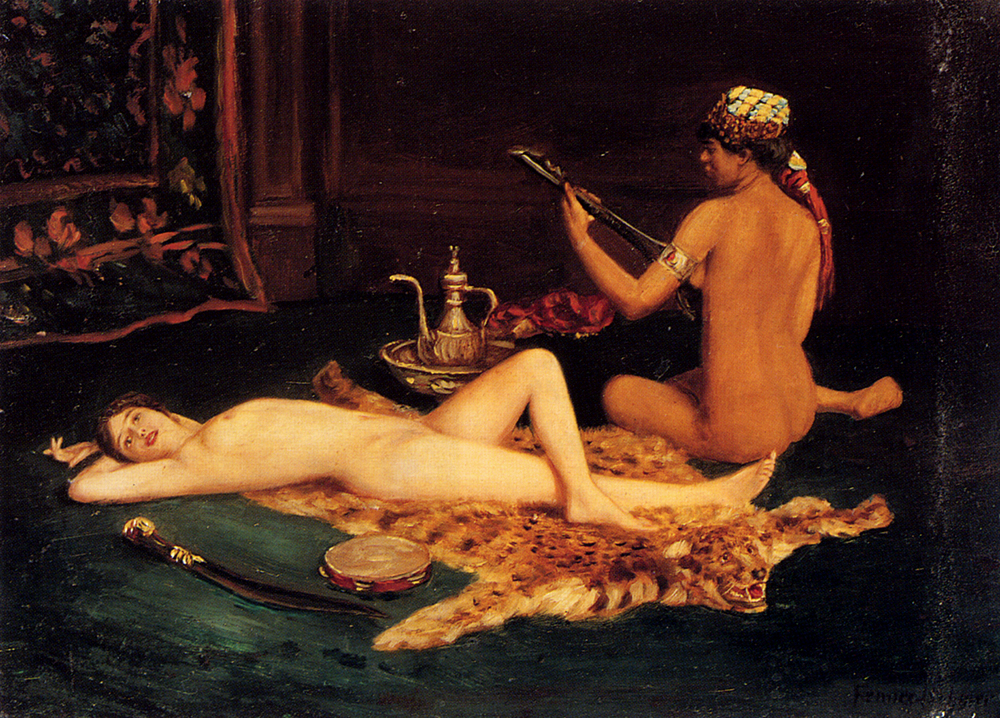
Odaliske

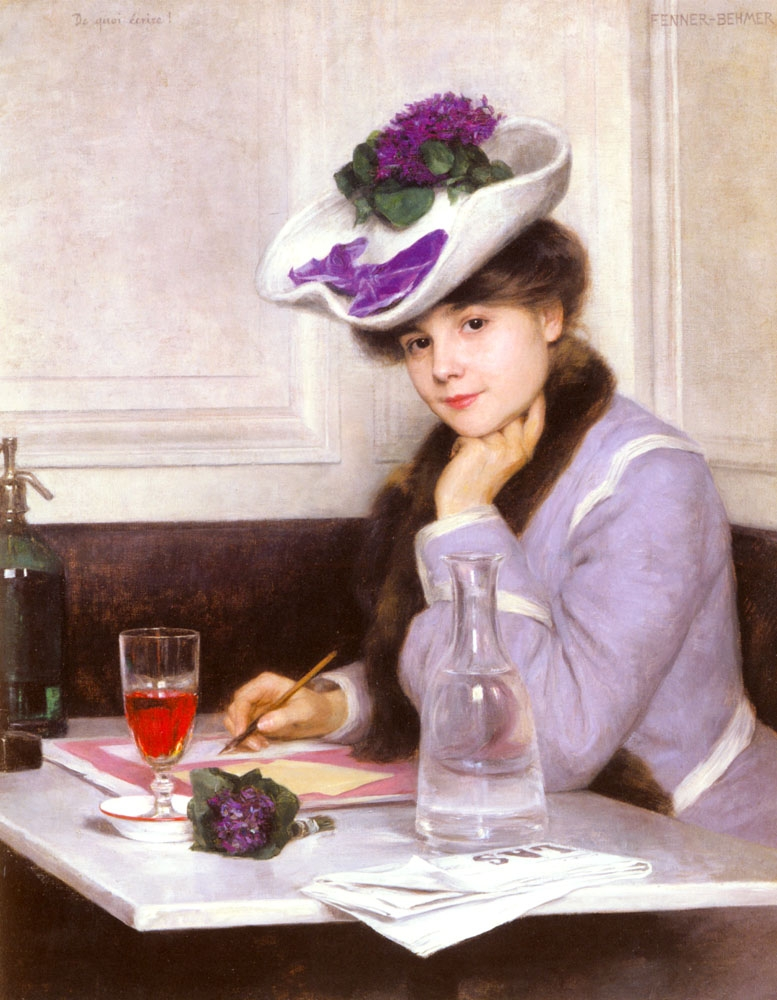
De quoi écrire

Hermann Fenner-Behmer (* 8. Juni 1866 in Berlin; † 3. Februar 1913 ebenda) war ein deutscher Maler.
Er studierte an der Königlichen Akademie der Künste in Berlin. Während eines Studienaufenthaltes in Paris bildete er sich bei Gustave Boulanger und Jules-Joseph Lefebvre weiter. Anschließend reiste er durch Europa. 1908 erhielt er für sein Gemälde Dame in Braun die Goldene Medaille der Akademie der Künste. Ebenfalls 1908 erhielt er auf der Großen Berliner Kunstausstellung eine kleine Goldmedaille. 
Fenner-Behmer spezialisierte sich mit der Zeit auf elegante Damenbildnisse und erotische Szenen. Viele seiner Werke wurden als Heliogravüren reproduziert.